# Grote Prijs Raf Jonckheere 1976
De 26e editie van de Belgische wielerwedstrijd Grote Prijs Raf Jonckheere werd verreden op 26 juli 1976. De start en finish vonden plaats in Westrozebeke. De winnaar was Franco Bitossi, gevolgd door Marc Meernhout en Eddy Cael.

## Wedstrijdverloop

### Vooraf
27 deelnemers meldden zich in Westrozebeke. Naast hoofdzakelijk Belgische renners, bevonden zich onder de starters ook de Fransman Serge Aubey, de Nederlander Daan Holst, de Duitser Karl Heinz Kuester, de in Brussel studerende Rwandees Paul Tachteris en de Italiaan Franco Bitossi. De toen 35-jarige Bitossi was de bekendste naam aan de start. Hij had reeds tweemaal de Ronde van Lombardije en het Kampioenschap van Zürich gewonnen, alsook meerdere etappes in de Ronde van Frankrijk en de Ronde van Italië. Bitossi nam in Vlaanderen deel aan enkele kermiskoersen ter voorbereiding op het Wereldkampioenschap wielrennen op de weg, dat later in het jaar plaats zou vinden in het Italiaanse Ostuni. Enkele dagen eerder, op 23 juli, werd Bitossi in Sint-Kwintens-Lennik nog verrassend geklopt door Walter Dalgal. Dalgal, een jonge profrenner uit Marcinelle, boekte er zijn eerste profzege.

### Verloop
Het duo Romain Maes en Wilfried David, een streekrenner uit Wingene, rijdt enkele ronden voorop en pikt bij de passages aan de meet een aantal premies mee. Na 120 kilometer wedstrijd werd het leiderspaar ingelopen. De beslissende aanval kwam van Marc Meernhout, die Franco Bitossi en Eddy Cael met zich mee kreeg. Het trio kon niet meer bijgehaald worden door de achtervolgende groep. Meernhout, zelf afkomstig uit Roeselare, probeerde een tweetal keer aan te vallen, maar werd telkens gecounterd door Bitossi, die zelf demarreerde op 2 kilometer van de aankomst en met kleine voorsprong won.

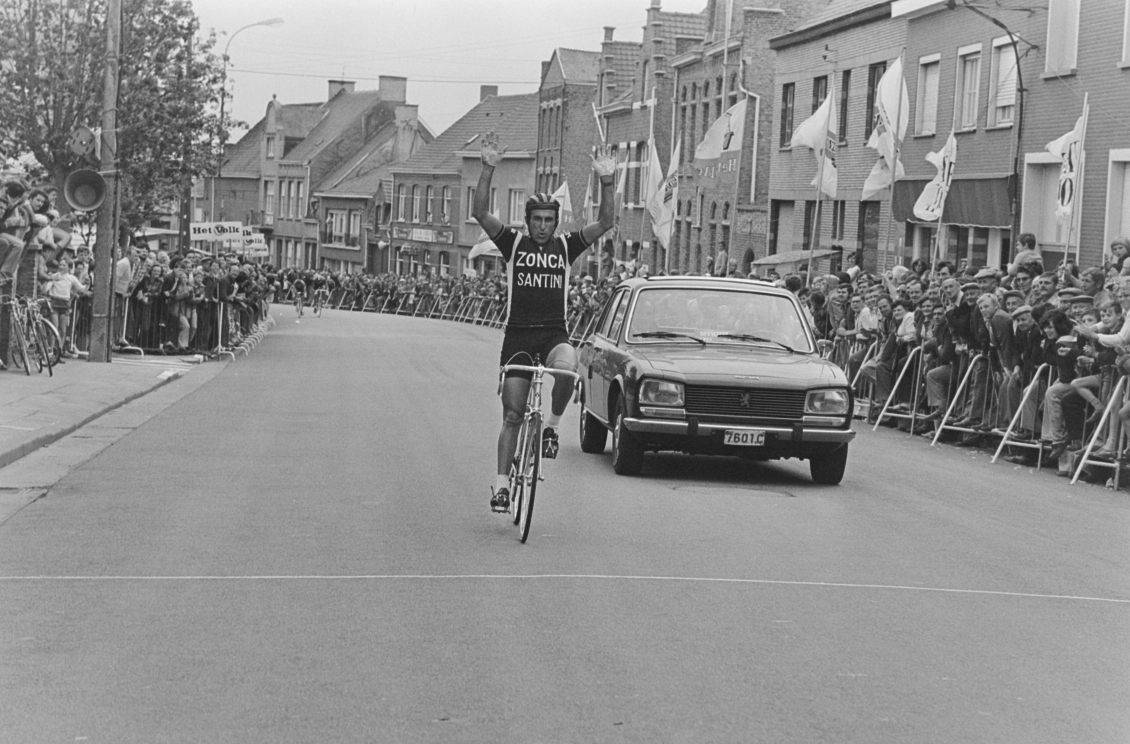
Franco Bitossi komt als overwinnaar van de Grote Prijs Raf Jonckheere 1976 over de eindmeet

## Uitslag
| Grote Prijs Raf Jonckheere 1976 |                |                |      |
| Plaats                          | Naam           | Ploeg          | Tijd |
| Winnaar                         | Franco Bitossi | Zonca-Santini  |      |
| 2                               | Marc Meernhout | Ebo-Cinzia     |      |
| 3                               | Eddy Cael      | Flandria-Velda |      |

## Referentielijst
1. ↑  "Walter Dalgal klopt Franco Bitossi in de spurt", Het Volk, 27 juli 1976.
2. ↑  "Franco Bitossi zet streekrenners een neus", Sportwereld, 27 juli 1976.

1951 · 1952 · 1953 · 1954 · 1955 · 1956 · 1957 · 1958 · 1959 · 1960 · 1961 · 1962 · 1963 · 1964 · 1965 · 1966 · 1967 · 1968 · 1969 · 1970 · 1971 · 1972 · 1973 · 1974 · 1975 · 1976 · 1977 · 1978 · 1979 · 1980 · 1981 · 1982 · 1983 · 1984 · 1985 · 1986 · 1987 · 1988 · 1989 · 1990 · 1991 · 1992 · 1993 · 1994 · 1995 · 1996 · 1997 · 1998 · 1999 · 2000 · 2001 · 2002 · 2003 · 2004 · 2005 · 2006 · 2007 · 2008 · 2009 · 2010 · 2011 · 2012 · 2013 · 2014 · 2015 · 2016 · 2017 · 2018 · 2019 · 2020 · 2021 · 2022